# 1180 год
1180 (ты́сяча сто восьмидеся́тый) год  по юлианскому календарю — високосный год, начинающийся во вторник. Это 1180 год нашей эры, 10‑й год 8‑го десятилетия XII века 2‑го тысячелетия, 1‑й год 1180‑х годов. Он закончился 845 лет назад.
| Пн | Вт | Ср | Чт | Пт | Сб | Вс |
|    | 1  | 2  | 3  | 4  | 5  | 6  |
| 7  | 8  | 9  | 10 | 11 | 12 | 13 |
| 14 | 15 | 16 | 17 | 18 | 19 | 20 |
| 21 | 22 | 23 | 24 | 25 | 26 | 27 |
| 28 | 29 | 30 | 31 |    |    |    |

| Пн | Вт | Ср | Чт | Пт | Сб | Вс |
|    |    |    |    | 1  | 2  | 3  |
| 4  | 5  | 6  | 7  | 8  | 9  | 10 |
| 11 | 12 | 13 | 14 | 15 | 16 | 17 |
| 18 | 19 | 20 | 21 | 22 | 23 | 24 |
| 25 | 26 | 27 | 28 | 29 |    |    |

| Пн | Вт | Ср | Чт | Пт | Сб | Вс |
|    |    |    |    |    | 1  | 2  |
| 3  | 4  | 5  | 6  | 7  | 8  | 9  |
| 10 | 11 | 12 | 13 | 14 | 15 | 16 |
| 17 | 18 | 19 | 20 | 21 | 22 | 23 |
| 24 | 25 | 26 | 27 | 28 | 29 | 30 |
| 31 |    |    |    |    |    |    |

| Пн | Вт | Ср | Чт | Пт | Сб | Вс |
|    | 1  | 2  | 3  | 4  | 5  | 6  |
| 7  | 8  | 9  | 10 | 11 | 12 | 13 |
| 14 | 15 | 16 | 17 | 18 | 19 | 20 |
| 21 | 22 | 23 | 24 | 25 | 26 | 27 |
| 28 | 29 | 30 |    |    |    |    |

| Пн | Вт | Ср | Чт | Пт | Сб | Вс |
|    |    |    | 1  | 2  | 3  | 4  |
| 5  | 6  | 7  | 8  | 9  | 10 | 11 |
| 12 | 13 | 14 | 15 | 16 | 17 | 18 |
| 19 | 20 | 21 | 22 | 23 | 24 | 25 |
| 26 | 27 | 28 | 29 | 30 | 31 |    |

| Пн | Вт | Ср | Чт | Пт | Сб | Вс |
|    |    |    |    |    |    | 1  |
| 2  | 3  | 4  | 5  | 6  | 7  | 8  |
| 9  | 10 | 11 | 12 | 13 | 14 | 15 |
| 16 | 17 | 18 | 19 | 20 | 21 | 22 |
| 23 | 24 | 25 | 26 | 27 | 28 | 29 |
| 30 |    |    |    |    |    |    |

| Пн | Вт | Ср | Чт | Пт | Сб | Вс |
|    | 1  | 2  | 3  | 4  | 5  | 6  |
| 7  | 8  | 9  | 10 | 11 | 12 | 13 |
| 14 | 15 | 16 | 17 | 18 | 19 | 20 |
| 21 | 22 | 23 | 24 | 25 | 26 | 27 |
| 28 | 29 | 30 | 31 |    |    |    |

| Пн | Вт | Ср | Чт | Пт | Сб | Вс |
|    |    |    |    | 1  | 2  | 3  |
| 4  | 5  | 6  | 7  | 8  | 9  | 10 |
| 11 | 12 | 13 | 14 | 15 | 16 | 17 |
| 18 | 19 | 20 | 21 | 22 | 23 | 24 |
| 25 | 26 | 27 | 28 | 29 | 30 | 31 |

| Пн | Вт | Ср | Чт | Пт | Сб | Вс |
| 1  | 2  | 3  | 4  | 5  | 6  | 7  |
| 8  | 9  | 10 | 11 | 12 | 13 | 14 |
| 15 | 16 | 17 | 18 | 19 | 20 | 21 |
| 22 | 23 | 24 | 25 | 26 | 27 | 28 |
| 29 | 30 |    |    |    |    |    |

| Пн | Вт | Ср | Чт | Пт | Сб | Вс |
|    |    | 1  | 2  | 3  | 4  | 5  |
| 6  | 7  | 8  | 9  | 10 | 11 | 12 |
| 13 | 14 | 15 | 16 | 17 | 18 | 19 |
| 20 | 21 | 22 | 23 | 24 | 25 | 26 |
| 27 | 28 | 29 | 30 | 31 |    |    |

| Пн | Вт | Ср | Чт | Пт | Сб | Вс |
|    |    |    |    |    | 1  | 2  |
| 3  | 4  | 5  | 6  | 7  | 8  | 9  |
| 10 | 11 | 12 | 13 | 14 | 15 | 16 |
| 17 | 18 | 19 | 20 | 21 | 22 | 23 |
| 24 | 25 | 26 | 27 | 28 | 29 | 30 |

| Пн | Вт | Ср | Чт | Пт | Сб | Вс |
| 1  | 2  | 3  | 4  | 5  | 6  | 7  |
| 8  | 9  | 10 | 11 | 12 | 13 | 14 |
| 15 | 16 | 17 | 18 | 19 | 20 | 21 |
| 22 | 23 | 24 | 25 | 26 | 27 | 28 |
| 29 | 30 | 31 |    |    |    |    |

## События
- 1180—1185 — началась война Минамото и Тайра, приведшая к установлению первого в истории Японии сёгуната[1]:
  - 20 июня — битва при Удзи[2].
  - Минамото-но Ёритомо превращает Камакуру в свою резиденцию.
- Соправитель своего отца Людовика VII с 1179 года, Филипп II после него становится королём Франции. Успешная борьба с коалицией Фландрии, Лотарингии, Англии и Германии.
- Антифеодальное восстание в Сконе (Дания).
- В Норвегии Сверрир Сигурдссон нанёс поражение королю Магнусу V.
- Присоединение небольших земель вокруг Линца к Австрии.
- Фридрих Барбаросса подавляет мятеж гвельфов во главе с Генрихом Львом и лишает Генриха его владений Баварии и Саксонии. Оттон VI Виттельсбах, граф Шейерн, становится герцогом Баварии как Оттон I

- Балдуин Ибелин посещает Константинополь.

- Салах ад-Дин заключил союз с румским султаном Кылыч-Арсланом II.
- Город Луанг-Прабанг в Лаосе (тогда Сенг-Донг) добивается независимости от кхмеров.
- Первые письменные упоминания о Виттенберге и Эйзенахе (Германия).

## Русь
Правление: 1176—1181 и 1181—1194 —Святослав Всеволодович и 1181 Рюрик Ростиславич

### Правление Святослава Всеволодовича
- Весна — Мстислав Романович послан отцом в помощь полоцкому князю Всеславу Васильковичу, с целью предотвращения войны с Мстиславом Храбрым, который двинул свои полки на Полоцк[3].
- Весна — Роману Ростиславичу удаётся предотвратить войну между братом Мстиславом Ростиславичем и своим зятем, полоцким князем Всеславом Васильковичем[4].
- Мстислав Романович посажен Мстиславом Ростиславичем Храбрым на княжение во Пскове[3].
- Всеволод Юрьевич Большое Гнедо, вмешавшись в междоусобицу рязанских князей на стороне младших сыновей Глеба Ростиславича, взял город Борисов-Глебов, подошел к Рязани, после чего распределил князьям волости по старшинству по своей воле[5].
- Святослав Всеволодович предпринял попытку захватить в плен Давида Ростиславича, однако он и его жена смогли избежать опасности[6]. Согласно В. Н. Татищеву,  Святослав Всеволодович,в то же самое время направил  своего воеводу к оставшемуся без князя Вышгороду, который был легко взят. Давыд Ростиславич, узнав о захвате Вышгорода, бежал в Овруч[7].
- Лето — на юге Руси вспыхивает война между Ростиславичами и киевским князем Святославом Всеволодовичем[4].
- После неудачной попытки захватить Давыда Ростиславича, Святослав Всеволодович, опасаясь оставаться в Киеве, оставил город и ушел в Чернигов[8].

#### Правление Рюрика Ростиславича
- Лето 1180 — 1181 — Рюрик Ростиславич второй раз становится киевским князем[9].
- 1180[10]/1181[11] гг. Зима. Разорение Дмитрова черниговским князем Святославом Всеволодовичем в ходе его войны со Всеволодом Большое Гнездо.
- Рюрик Ростиславич собирает вокруг себя всех своих сородичей и посылает брата Давыда в Смоленск за князем Романом Ростиславичем[4].
- Давид Ростиславич посланный братом Рюриком, в пути, узнаёт о смерти брата Романа. Приехав в Смоленск он был встречен епископом Константином и хоронит брата в соборной церкви Успения Пресвятой Богородицы[4].
- 1180 — 1197 — Давид Ростиславич, после смерти брата Романа Ростиславича, становится смоленским князем в обход другого своего старшего брата Рюрика Ростиславича, сохранив за собой, по всей видимости до своей смерти и контроль над Вышгородом[6].
- Давид Ростиславич в Смоленске в Борисоглебском монастыре на Смядыне заложил каменную церковь Святого Василия, которая была освящена в 1188 году[6].
- 1180 — 1198 — Игорь Святославич, после смерти старшего брата Олега Святославича становится новгород-северским князем[12].
- Лето — впервые в летописи упомянут Ингварь Ярославич, когда занявший во второй раз киевский престол его двоюродный дядя Рюрик Ростиславич призывает его к себе в Киев для участия в войне против Святослава Всеволодовича[13].

##### Правление Святослав Всеволодович
- Конец 1180 — весна 1181, что более вероятно. Черниговский князь Святослав Всеволодович овладел городом Киевом в союзе с половцами.
- Святослав Всеволодович передал Чернигов брату Ярославу Всеволодовичу[14].
- Первое упоминание в письменном источнике (Ипатьевская летопись) села Сковшин[15].
- Рыльск становится центром Рыльского княжества[16].

## Начало правления
См. также: Список глав государств в 1180 году
- Герцогство Бавария — Оттон I (1180—1183). Правление Виттельсбахов в Баварии (1180—1918).
- Багдадский халифат Аббасидов — халиф Ахмад ан-Насир Лидиниллах (1180—1225).
- Босния — бан Кулин (1180—1204).
- Византия — император Алексей II Комнин (1180—1183).
- Королевство Франция — король Филипп II Август (1180—1223).
- Управление при одиннадцатилетнем Алексее Комнине, сыне умершего Мануила I оказывается в руках императрицы Марии и её фаворита протосеваста Алексея Комнина, племянника Мануила.
- Польская знать признаёт Казимира Справедливого правителем всей страны.

## Родились
См. также: Категория:Родившиеся в 1180 году
- 1 июня — Беренгария, королева Кастилии.
- Го-Тоба — японский император (1183—1198), поэт.
- Нейдхарт фон Ройенталь — средневековый немецкий поэт и музыкант, миннезингер.

## Скончались
См. также: Категория:Умершие в 1180 году
- 18 января — Олег Святославич, князь Путивльский (1157—1159), Курский (1159—1164), Новгород-Северский (с 1164), сын Святослава Ольговича Черниговского.
- 13 июня — Мстислав Ростиславич Храбрый, князь новгородский (1179—1180), сын Великого князя киевского Ростислава Мстиславича, святой Русской Церкви.
- 18 сентября — Людовик VII (король Франции) (1137—1180).
- 24 сентября — Мануил I Комнин, византийский император (1143—1180).
- 25 октября — Иоанн Солсберийский, французский схоластик.
- Ибн Дауд (Авраам бен Давид Галеви) — богослов-философ и историк.
- Иннокентий III (антипапа) (убит).
- Констанция Французская — дочь короля Людовика VI.
- аль-Мустади — багдадский халиф (1170—1180).
- Роман Ростиславич — сын Ростислава Мстиславича; князь Смоленский, Новгородский и великий князь Киевский (1172—1174, 1175—1177)[4].
- Чжан Ши — учёный-неоконфуцианец.
- Ярополк Ростиславич — Великий князь Владимирский (1174—1175), сын князя Ростислава Юрьевича.